# Confederazione Italiana Sindacati Autonomi Lavoratori
Die Confederazione Italiana Sindacati Autonomi Lavoratori (CISAL) ist ein kleinerer Gewerkschaftsbund in Italien. Er wurde 1957 gegründet. Als einziger Gewerkschaftsbund weist er eine Präferenz für die von relativ vielen Arbeitern gewählten Partei Forza Italia des Ministerpräsidenten Silvio Berlusconi auf. 